# Ernest Gagnier
Ernest Gagnier (* 12. Mai 1898 in Montreal; † 2. Mai 1931) war ein kanadischer Cellist und Oboist.

## Familie
Gagnier entstammte einer Musikerfamilie. Zu nennen sind neben seinem Vater Joseph Gagnier seine Geschwister Guillaume, René, Armand, Lucien und Réal Gagnier sowie in der nächsten Generation Roland, Claire, Gérald und Ève Gagnier.

## Leben
Er studierte Cello bei Raoul Duquette und Napoléon Dansereau und Oboe bei Léon Kaster. Von 1913 bis 1931 war er Solooboist der von seinem Bruder Jean-Josaphat Gagnier geleiteten Canadian Grenadier Guards Band. 1930–31 spielte er außerdem Cello im Montreal Orchestra. Daneben spielte er in verschiedenen Theaterorchestern der Stadt. Als Kammermusiker war er von 1916 bis 1921 Mitglied im Trio des Hotel Windsor.